# 767 до н. е.

## Події
Фараон Осоркон III помирає, Такелот III на короткий період залишається одноосібним правителем у Фівах.